# فرد موراي (مدرب كرة سلة)
فرد موراي (بالإنجليزية: Fred Murray)‏ هو مدرب كرة سلة أمريكي، ولد في 1892، وتوفي في 20 يوليو 1954 في بوسطن في الولايات المتحدة.

## وصلات خارجية
- فرد موراي على موقع كلية كرة السلة في سبورتس رفرنس.كوم (الإنجليزية)